# Contea di Gloucester (New Jersey)
La contea di Gloucester, in inglese Gloucester County, è una contea del New Jersey sud-occidentale negli Stati Uniti. Il capoluogo è Woodbury.

## Geografia fisica
La contea è bagnata a nord-ovest dal fiume Delaware che la separa dalla contea di New Castle nel Delaware e dalle contee di Delaware e di Filadelfia della Pennsylvania, a est confina con la contea di Camden, a sud-est con la contea di Atlantic, a sud-ovest con la contea di Cumberland e a ovest con la contea di Salem.
Il territorio è pianeggiante. La parte settentrionale della contea è drenata da fiumi che defluiscono nel Delaware. Larga parte del confine con la contea di Camden è segnato dal fiume Big Timber Creek. Più a sud scorre il Raccoon Creek ed al confine con la contea di Salem l'Oldmans Creek. Nella parte meridionale scorrono verso la baia di Delaware il fiume Maurice e il fiume Great Egg Harbor, che dopo aver segnato parte del confine orientale, scorre verso l'Oceano Atlantico.
Il capoluogo di contea è la città di Woodbury posta nell'area settentrionale. A Glassboro ha dese la Rowan University.

## Storia
L'area era abitata dai Lenape prima del XVII secolo, quando quaccheri svedesi, olandesi e inglesi cominciarono a colonizzare la regione. La contea fu creata nel 1686 e deve il suo nome a Gloucester in Inghilterra.

## Comuni
- Clayton - borough
- Deptford - township
- East Greenwich - township
- Elk - township
- Franklin - township
- Glassboro - borough
- Greenwich - township
- Harrison - township
- Logan - township
- Mantua - township
- Monroe - township
- National Park - borough
- Newfield - borough
- Paulsboro - borough
- Pitman - borough
- South Harrison - township
- Swedesboro - borough
- Washington - township
- Wenonah - borough
- West Deptford - township
- Westville - borough
- Woodbury - city
- Woodbury Heights - borough
- Woolwich - township